# Mikael Örn
Mikael Gustaf Örn (* 29. November 1961 in Göteborg) ist ein ehemaliger schwedischer Schwimmer, der bei Olympischen Spielen eine Bronzemedaille gewann. Bei Europameisterschaften erschwamm er eine Silbermedaille für einen Vorlaufeinsatz.

## Karriere
Mikael Örn schwamm bei den Weltmeisterschaften 1982 in Guayaquil auf den 15. Platz über 200 Meter Lagen. In der 4-mal-200-Meter-Staffel kam er nur im Vorlauf zum Einsatz. Bei den Europameisterschaften 1983 in Rom gewann die schwedische 4-mal-100-Meter-Freistilstaffel mit Thomas Lejdström, Per Johansson, Per Holmertz und Per Wikström die Silbermedaille hinter der sowjetischen Staffel. Da Mikael Örn im Vorlauf mitschwamm erhielt auch er eine Medaille.
Bei den Olympischen Spielen 1984 in Los Angeles trat Örn in drei Disziplinen an. Über 200 Meter Lagen erreichte er das B-Finale, belegte dann aber nur den letzten Platz und damit den 16. Rang in der Gesamtwertung. Die schwedische 4-mal-200-Meter-Freistilstaffel mit Michael Söderlund, Tommy Werner, Anders Holmertz und Thomas Lejdström schwamm auf den sechsten Platz. Örn war im Vorlauf statt Lejdström angetreten. Die 4-mal-100-Meter-Freistilstaffel mit Rikard Milton, Michael Söderlund, Mikael Örn und Per Johansson kam mit der drittbesten Zeit ins Finale. Im Endlauf schwammen Thomas Lejdström, Bengt Baron, Mikael Örn und Per Johansson auf den dritten Platz hinter der Staffel aus den Vereinigten Staaten und den Australiern. Milton und Söderlund erhielten für ihren Vorlaufeinsatz ebenfalls eine Medaille.
Der 1,95 m große Mikael Örn schwamm für den Kristianstads SLS.